# Magyarszentpál
Magyarszentpál (románul Sânpaul) falu Romániában, Kolozs megyében, az azonos nevű község központja.

## Története
Első írásos említése 1295-ből maradt fenn Annctus Paulus  néven. További névváltozatai: villa Zenpal (1341), Zenthpal (1358), Zentt Pal (1587).
1850-ben 2784 lakosából 2571 román, 111 magyar, 26 zsidó és 74 roma volt. 1992-ben a nemzetiségi összetétel a következőképpen alakult: 2441 román, 6 magyar és 244 roma.

## Látnivalók
- Szent Mihály és Gábriel arkangyalok fatemplom, 1722[4]